# Julius Wilhelm Zincgref
Julius Wilhelm Zincgref, född 3 juni 1591 i Heidelberg, död 12 november 1635 i Sankt Goar, var en tysk lyriker och utgivare.
Zincgref var generalauditör där vid Heidelbergs intagande 1623 och miste då sina ägodelar, varefter han förde ett kringirrande liv. Hans samling av ordstäv, tänkespråk och historiska anekdoter, Der teutschen scharpfsinnige kluge Sprüch' (tre band, 1626–31, flera upplagor; utgivet i urval 1835) är av stort kulturhistoriskt värde. Han diktade visor i folkton och strävade liksom sina kamrater i Heidelberg att förena konst- och folkdikten. Ett urval av dem finns i Wilhelm Müllers "Bibliothek deutscher Dichter des 17. Jahrhunderts" (band 7, 1825).